# أبو صوير (مركز)
مركز أبو صوير، مركز إداري مصري. يقع في محافظة الإسماعيلية الواقعة في جمهورية مصر العربية. القاعدة الإدارية للمركز هي مدينة أبو صوير المحطة.